# Pseudophlepsius ferganensis
Pseudophlepsius ferganensis är en insektsart som beskrevs av Dubovsky 1966. Pseudophlepsius ferganensis ingår i släktet Pseudophlepsius och familjen dvärgstritar. Inga underarter finns listade i Catalogue of Life.